# Microlepia izu-peninsulae
Microlepia izu-peninsulae là một loài dương xỉ trong họ Dennstaedtiaceae. Loài này được Sa. Kurata mô tả khoa học đầu tiên năm 1962.
Danh pháp khoa học của loài này chưa được làm sáng tỏ. 